# توپولف تو-۲۲
توپولف تو-۲۲ (به روسی: Туполев Ту-22) -نام ناتو: Blinder - نخستین بمب‌افکن فراصوت اتحاد جماهیر شوروی بود که شرکت توپولف آن را طراحی و تولید کرده و در دههٔ ۱۹۶۰ در ارتش شوروی به خدمت گرفته شد و آخرین نمونه‌های آن در دههٔ ۱۹۹۰ از رده خارج گردید. این هواپیما به تعداد ۳۱۱ فروند تولید شد و شرایط ناامیدکننده‌ای داشت زیرا برخلاف انتظار مقامات شوروی، فاقد بُرد بین‌قاره‌ای بود. بعدها هنگامی که هنوز در خدمت ارتش شوروی بود به‌عنوان سکوی پرتاب موشک ای‌اس-۴ به‌کار گرفته شد. توپولف-۲۲ یکی از معدود بمب‌افکن‌های جنگ‌دیده شوروی‌ست. این بمب‌افکن به وسیلهٔ نیروی هوایی عراق، در طول جنگ ایران و عراق و به‌وسیلهٔ نیروی هوایی لیبی، علیه چاد و تانزانیا به‌کار گرفته می‌شد.
توپولف-۲۲ به‌عنوان یک جایگزین فراصوت برای بمب‌افکن توپولف-۱۶ ساخته شد. طراحی اولیهٔ این هواپیما در شرکت توپولف برای برآورده کردن این نیاز در سال ۱۹۵۴ میلادی آغاز گشت و در زمان طراحی نام هواپیمای ۱۰۵ را به خود گرفت. نخستین نمونهٔ اولیهٔ آن در سال ۱۹۵۷ تکمیل گردید و نخستین پرواز خود را از فرودگاه ژوکوفسکی در تاریخ ۲۱ ژوئن ۱۹۵۸ انجام داد. خلبان این پرواز آزمایشی یوری آلاشیف بود. در دسترس بودن موتورهای نیرومندتر و لزوم کاهش نیروی پسار در این هواپیما منجر به ساخت یک نمونهٔ اولیهٔ اصلاح شده در آن گردید که ۱۰۵ آ نامیده شد. نخستین پرواز مدل اصلاح شده در تاریخ ۷ سپتامبر ۱۹۵۹ انجام گرفت.
اولین سری توپولف-۲۲ به تاریخ ۲۲ سپتامبر ۱۹۶۰ میلادی در کارخانهٔ شمارهٔ ۲۲ در کازان ساخته‌شد. که در تاریخ ۹ ژوئیه ۱۹۶۱ در رژهٔ روز هوانوردی نوشینو با پرواز ده هواپیما به عموم معرفی گردید. ناتو ابتدا نام آن را بولشات (Bullshot) گذاشت که بعداً نامناسب تشخیص داده شد و به بیوتی (Beauty) تغییر پیدا کرد؛ ولی این نام هم زیاده از حد ستایش‌آمیز شناخته شد و در نهایت نامش بلایندر (Blinder) گذاشته شد. کرو پروازی شوروی به خاطر شکل ظاهریش آن را شیلا (به معنی درفش) می‌نامیدند.
توپولف-۲۲ سال ۱۹۶۲ میلادی به خدمت گرفته شد، ولی مشکلات قابل ملاحظه‌ای در آن وجود داشت که منجر به زمینگیر شدن آن و چندین سانحه گردید. یکی از مهم‌ترین نقیصه‌های آن داغ شدن پوستهٔ آن در سرعت فراصوت بود که منجر به تاب برداشتن کنترل راد می‌شد و کنترل آن را مشکل می‌کرد. سرعت آن هنگام فرود صد کیلومتر در ساعت بیشتر از بمب‌افکن‌های پیش از خود بود و دم آن هنگام فرود میل به برخورد به زمین داشت، ولی این مشکل بعداً با افزودن تثبیت‌کننده‌های الکترونیکی برطرف شد. حتی پس از برطرف شدن مشکلاتش پرواز با بلایندر آسان نبود و به تعمیر و نگهداری بسیار زیادی نیاز داشت. یکی از ویژگی‌های ناخوشایند آن طراحی بال آن بود که سبب وارونگی سکان و غیرقابل کنترل شدن هواپیما می‌شد.
خلبانان اسکادران‌های توپولف-۲۲ از میان خلبانان تراز اول توپولف-۱۶ برگزیده می‌شدند. انتقال از توپولف-۱۶ به توپولف-۲۲ برای خلبانان مشکل بود زیرا توپولف-۱۶ دارای یک کمک خلبان بود و بیشتر خلبانان برگزیده عادت کرده بودند که همهٔ عملیات پروازی توپولف-۱۶ را به غیر از برخاستن و فرود را به کمک خلبان بسپارند و در نتیجه خلبانانی که از توپولف-۱۶ به توپولف-۲۲ تک خلبانه منتقل می‌شدند مجبور بودند همهٔ وظایف یک خلبان را به تنهایی و در یک اتاقک خلبان بسیار پیچیده‌تر انجام دهند. از این رو بسیاری از خلبانان موفق نمی‌شدند که دورهٔ آموزشی خود را به پایان برسانند. سرانجام خلبانان سوخو-۱۷ برای این کار برگزیده شدند و این خلبانان با مشکل کمتری توانستند به اسکادران توپولف-۲۲ منتقل شوند.
توپولف-۲۲ از همان روزهای اول ورود به خدمت به علت شکل خاص بدنه، از جانب خلبانهای شوروی به " شیلو " (به روسیШило) به معنی درفش معروف شد و آن را با این نام می‌خواندند. بعدها با سوانح زیاد بین خلبانان روس به " لودایِد " (به روسیЛюдоед) به معنی آدم‌خوار معروف شد.

## ورژن‌ها

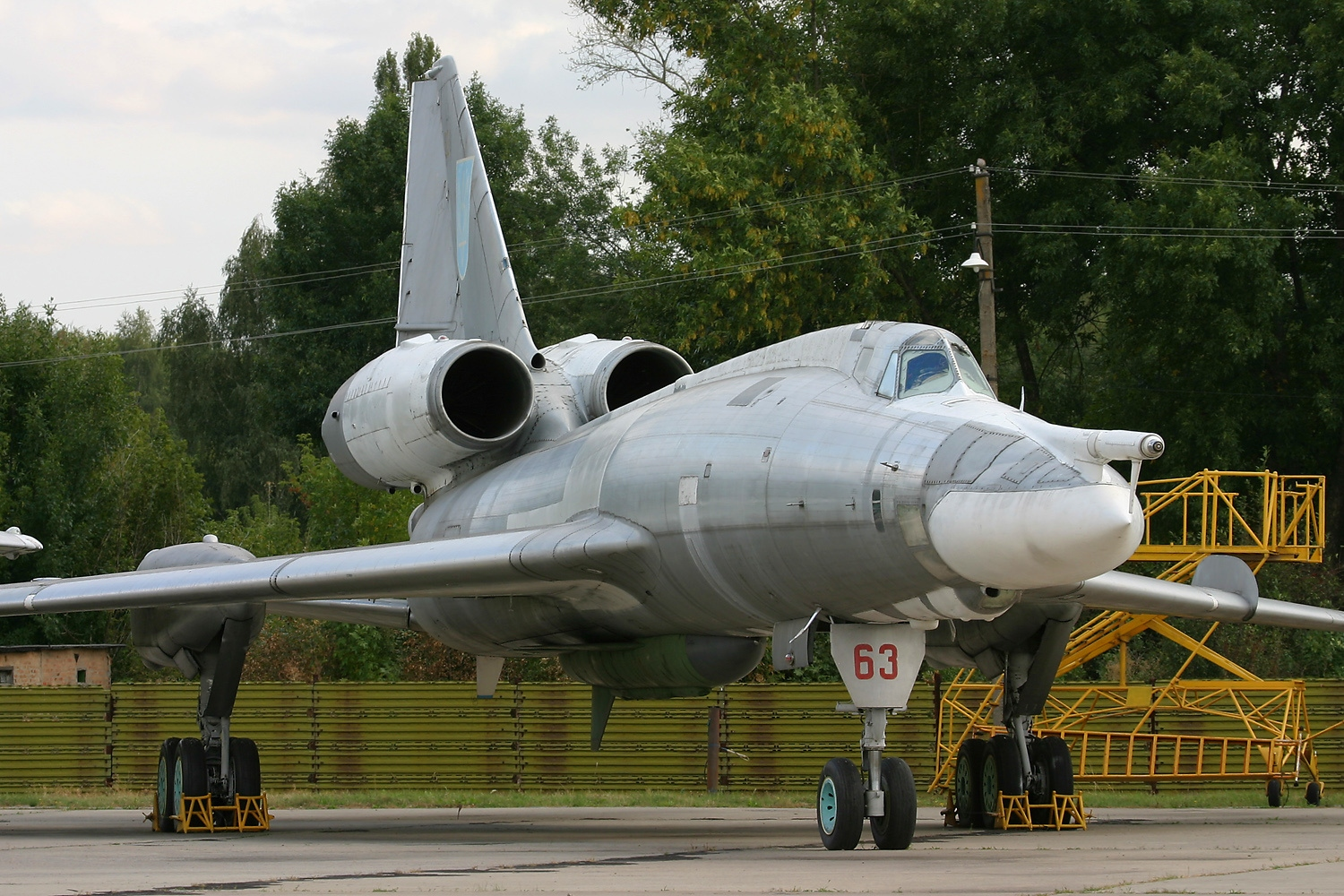
توپولف تو-۲۲

هنگامی که توپولف-۲۲ب (بلایندر-آ) به خدمت گرفته شد، تقریباً آشکار بود که کاربرد عملیاتی آن محدود است. به غیر از سرعت بالای آن در موارد دیگر مانند شعاع عملیاتی، گنجایش حمل سلاح و سرویس‌پذیری به پای توپولف-۱۶ نمی‌رسید. نیکیتا خروشچف دبیرکل حزب کمونیست شوروی معتقد بود که آینده متعلق به موشک‌های بالیستیک است و ساخت بمب‌افکن‌هایی مانند توپولف-۲۲ در خطر کنسل شدن قرار داشت. در نتیجه فقط ۱۵ فروند (به گفتهٔ برخی منابع ۲۰ فروند) توپولف-۲۲ ب ساخته شد.
یک ورژن بمب‌افکن شناسایی توپولف-۲۲ به نام توپولف-۲۲آر (بلایندر-سی) هم‌زمان با ورژن بمب‌افکن آن ساخته شد که در سال ۱۹۶۲ به خدمت گرفته شد. توپولف-۲۲آر دارای سامانهٔ سوخت‌گیری هوایی بود که البته این سامانه بعداً در بیشتر توپولف-۲۲ها نصب گردید که شعاع عملیاتی آن‌ها را افزایش می‌داد. ۱۲۸ فروند توپولف-۲۲آر تولید شد که ۶۲ فروند آن به نیروی دریایی شوروی برای عملیات شناسایی دریایی منتقل گردید. برخی از آن‌ها نیز برای این که به عنوان توپولف-۲۲ب به کشورهای دیگر فروخته شود دوربین و سنسورشان برداشته شد که با وجود این باز هنوز بیشتر با توپولف-۲۲آر قابل مقایسه بودند تا توپولف-۲۲ب.
ورژن آموزشی آن، توپولف-۲۲یو (بلایندر دی)، هم هم‌زمان ساخته شد که دارای یک اتاقک خلبان اضافی برای آموزش دهنده بود. توپولف-۲۲یو دارای مسلسل دم نبود و توانایی نبرد نداشت و ۴۶ فروند از آن ساخته شد.
برای افزایش قدرت نبرد توپولف-۲۲ یک ورژن دیگر آن با نام توپولف-۲۲کا (بلایندر-بی) تولید شد که توانایی حمل موشک رادوگا خا-۲۲ (نام گزارشی ناتو: ای اس-۴ کیچن) را داشت. این نوع از توپولف هم به وسیلهٔ نیروی هوایی شوروی و هم نیروی دریایی شوروی به کار گرفته شد.
آخرین نوع توپولف-۲۲ نوع توپولف-۲۲پی (بلایندر-ئی) بود که ویژهٔ جنگ الکترونیک بود. برخی از این مدل برای پادکار الکترونیکی و اختلال در رادار هواپیمای دشمن برای پشتیبانی از توپولف-۲۲کا به کار گرفته شد.
توپولف-۲۲ با موتورهای نیرومندتر و با توانایی سوخت‌گیری هوایی (برای آنهایی که این توانایی را نداشتند) و افزودن تجهیزات الکترونیک ارتقاء داده شد. پسوند دی(D) مخفف واژهٔ (Дальный (dalniy به معنی دوربرد است که برای انواعی که توانایی سوختگیری هوایی دارند به کار می‌رود.
توپولف-۲۲ در دههٔ ۱۹۷۰ میلادی به عراق و لیبی صادر شد. درخواست مصر برای خرید این هواپیما به علت اعتراض شوروی به جنگ یوم کیپور رد شد.

## طراحی

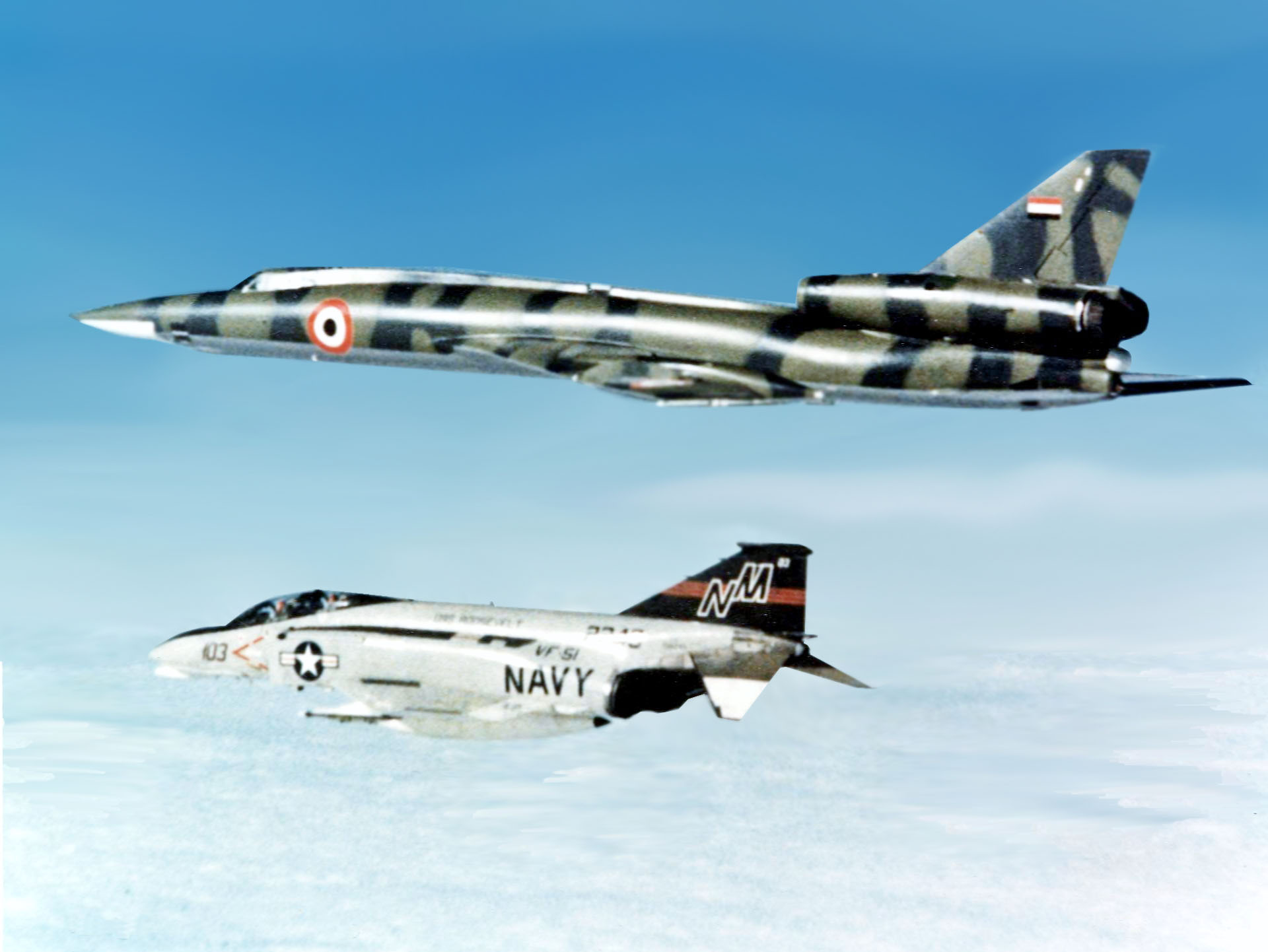
یک فروند اف-۴ان متعلق به نیروی دریایی ایالات متحده آمریکا در حال رهگیری یک توپولوف-۲۲ نیروی هوایی لیبی بر فراز دریای مدیترانه در سال ۱۹۷۷

توپولف-۲۲ دارای بال پسگرا با زاویهٔ ۵۵ درجه است. دارای دو موتور توربوجت دوبرینین وی دی-۷ ام بود که بعداً با موتورهای کولسوف آردی-۷ ام۲ جایگزین شد. موتورهای آن در دو طرف سکان عمودی قرار دارند. ارابه فرود عقب آن در زیر بال‌ها قرار دارند. زاویهٔ تند بال پیکانی برای ایجاد پسار کم به هنگام سرعت مافوق‌صوت طراحی شده، ولی همین باعث سرعت بسیار هنگام فرود و برخاست دیرهنگام از باند فرودگاه می‌شود.
این هواپیما دارای ۳ کرو پروازیست که شامل یک خلبان در جلو، یک افسر مهمات در عقب و یک ناوبر در پایین می‌شود. اتاقک خلبان توپولف-۲۲ دارای دید بدی به بیرون است و فرود و برخاست مشکل این هواپیما را برای خلبان مشکل‌تر می‌کند. عدم راحتی صندلی‌ها و جایگاه بد ابزار آلات و سوییچ‌ها از دیگر ویژگی‌های این هواپیما است.
مهمات دفاعی توپولف-۲۲ که به وسیلهٔ افسر اسلحه کنترل می‌شود شامل یک برجک دم در زیر موتور می‌باشد که شامل یک ای ام-۲۳ ۲۳ میلی‌متری یا توپخانهٔ آر-۲۳ است. برجک به وسیلهٔ یک رادار هدف یابی پی آر اس-۳آ (آرگون) جهت‌یابی می‌شود تا فقدان دید عقب افسر اسلحه را جبران کند. بار اصلی سلاح این بمب‌افکن در محفظه‌ای میان دو بال قرار دارد که شامل ۲۴ بمب معمولی فاب-۵۰۰، یک بمب فاب-۹۰۰۰ و چندین بمب اتمی می‌باشد. در توپولف-۲۲ کا محفظه به گونه‌ای طراحی شده تا توانایی حمل موشک رادوگا خا-۲۲ (ای اس-۴ کیچن) را داشته باشد. این موشک آن قدر بزرگ بود که بر کنترل و کیفیت پرواز هواپیما تأثیرگذار بود و همچنین ایمنی هواپیما را به خطر می‌انداخت.
توپولف-۲۲ب دارای سیستم بمباران چشمی (در توپولف-۲۲آر نیز به کار گرفته شد) بود همراه با رادار ناوبری/حملهٔ روبین-۱آ. تعداد کمی از توپولف-۲۲کاها تبدیل به توپولف-۲۲کاپی یا توپولف-۲۲کاپی‌دی شدند که دارای تجهیزات شناسایی سیستم رادار دشمن بودند و با موشک ضدرادار خا-۲۲پی سازگاری داشتند.

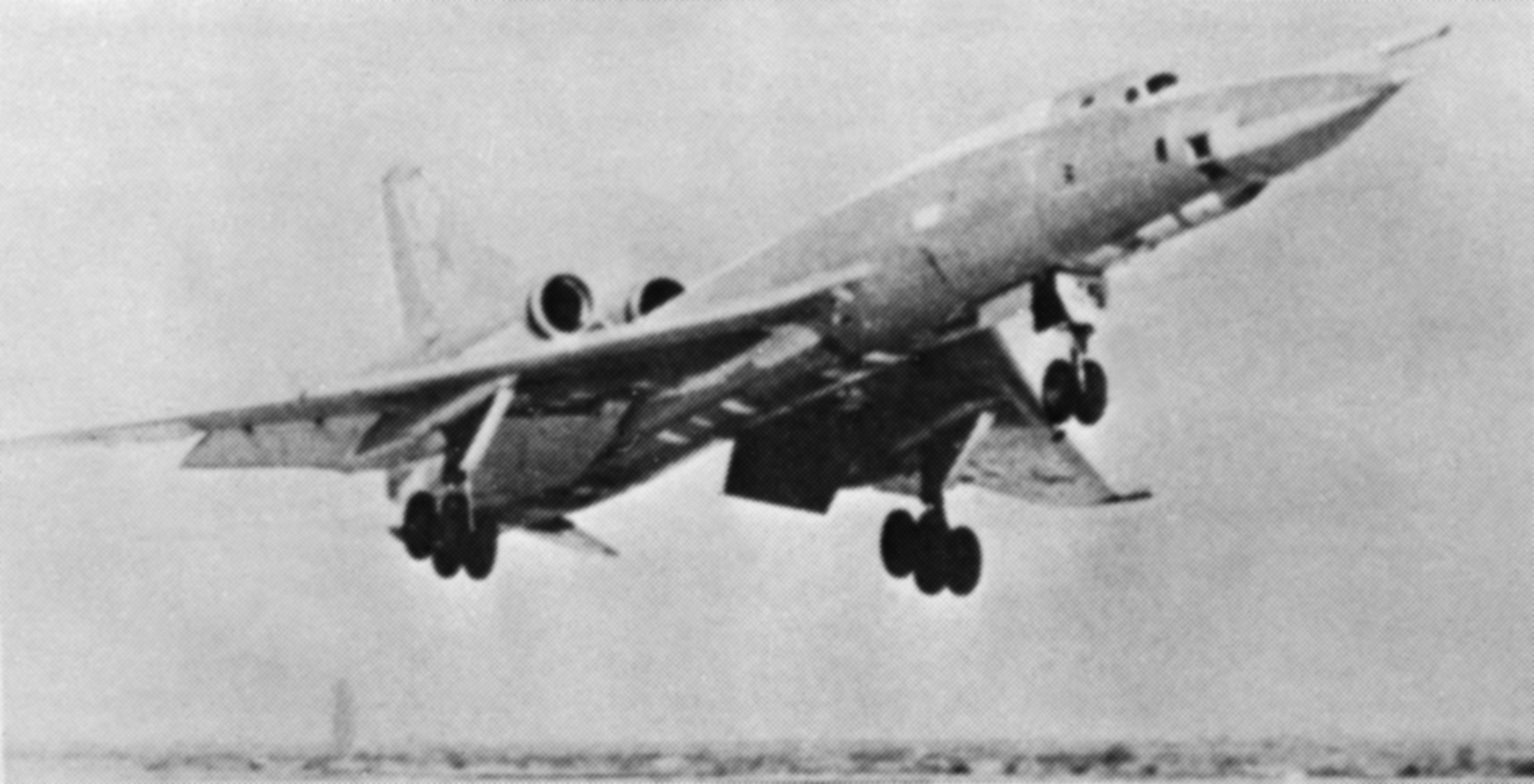
توپولف-۲۲ در حال فرود

## پیشینهٔ عملیات

### جنگ اوگاندا و تانزانیا
نیروی هوایی لیبی توپولف-۲۲ را در نبرد علیه تانزانیا در سال ۱۹۷۹ به عنوان بخشی از جنگ اوگاندا و تانزانیا به کار بردند تا از متحدان اوگاندایی خود دفاع کنند. در این نبرد تنها یک فروند توپولف-۲۲ در یک عملیات برای بمباران شهر موانزا در تاریخ ۲۹ مارس ۱۹۷۹ شرکت کرد که این بمباران کاملاً ناموفق بود.

### جنگ چاد و لیبی
این هواپیما در جنگ چاد و لیبی با حمله به سودان غربی و چاد به کار گرفته شد. توپولف-۲۲ لیبی نخستین پرواز خود بر فراز چاد را در تاریخ ۹ اکتبر سال ۱۹۸۰ علیه نیروهای حسین حبری در نزدیکی پایتخت چاد، انجامنا، انجام داد. تعداد کمی توپولف-۲۲ بمباران‌های پراکنده‌ای را علیه هدف‌هایی در چاد و سودان انجام داند که این عملیات تا زمان آتش‌بس در نوامبر ۱۹۸۱ ادامه داشت. همچنین ام درمان در سپتامبر ۱۹۸۱ بمباران شد که در آن سه غیرنظامی کشته و بیست نفر دیگر زخمی شدند.
نبرد دوباره در ژوئیه سال ۱۹۸۳ با حملهٔ توپولف-۲۲ها و دیگر هواگردهای نیروی هوایی لیبی به نیروی‌های وفادار به حبری آغاز شد. پس از یک دوره نبرد دوباره آتش‌بس اعلام شد. در ۱۷ فوریه سال ۱۹۸۶ به تلافی عملیات اپرویه که یک روز پیش از این تاریخ روی داده بود و در آن باند پایگاه هوایی وادی دوم بمباران شده بود، یک فروند توپولف-۲۲ب نیروی هوایی لیبی به فرودگاه انجامنا حمله کرد. این هواپیما با پرواز در ارتفاع پست بر روی صحرا تا مسافت ۱۱۲۷ کیلومتر از پوشش راداری نیروهای فرانسوی پنهان شده بود و پس از پیمودن این مسافت سرعت خود را تا یک ماخ افزایش داده و تا ۵۰۳۰ متر ارتفاع گرفت و سه بمب سنگین بر روی فرودگاه انجامنا پرتاب کرد. با وجود سرعت و ارتفاع قابل توجهی که داشت حمله بسیار دقیق انجام شد و دو بمب به باند و یک بمب به تاکسی وی برخورد نمود و در نتیجه فرودگاه برای چندین ساعت بسته ماند. ولی این بمب‌افکن در راه بازگشت مشکل فنی پیدا کرد. هواپیماهای شناسایی پیش اخطار آمریکا که پایگاهشان در سودان بود، صدای پریشان خلبان این توپولف-۲۲ را دریافت کردند که احتمالاً پیش از رسیدن به پایگاه خود در آوزو سرنگون شده بود.
یک فروند بلایندر دیگر در تاریخ ۷ سپتامبر ۱۹۸۷ در حالیکه دو فروند توپولف-۲۲ب در حال حمله به انجامنا بودند سرنگون گردید. این بار پدافند هوایی فرانسه آماده بود و با شلیک یک موشک ام‌آی‌ام-۲۳ هاوک یکی از بمب‌افکن‌ها را سرنگون کرده و کرو آلمان شرقی آن را کشت. این آخرین درگیری توپولف-۲۲ در کشمکش چاد و لیبی بود.

### جنگ  عراق با ایران
در روز ۲۲ سپتامبر ۱۹۸۰ (۳۱ شهریور ۱۳۵۹) عراق به ایران حمله کرد و جنگ ایران و عراق آغاز شد. در این زمان نیروی هوایی عراق بزرگ‌ترین ناوگان بمب‌افکن خاورمیانه را داشت و از نخستین روز جنگ این ناوگان به کار گرفته شد، حتی زمانی که هدف نظامی آن کوچک بود.
یکی از معدود حملات کارساز عراقی‌ها در طول جنگ ایران و عراق در روز۲۲ سپتامبر (۳۱ شهریور، روز آغاز جنگ) رخ داد. به این ترتیب که یک فروند توپولف-۲۲ب از اسکادران هفتم به انبار سوخت روزمینی بخش نظامی فرودگاه مهرآباد-پایگاه یکم شکاری- حمله برد. هر ۶ بمب این هواپیما به هدف برخورد کرد و خسارت بسیاری به آن وارد نمود و فقط مخزن سوخت اضطراری زیرزمینی در این حمله آسیب ندید که می‌توانست سوخت مورد نیاز جنگنده‌ها، تانکرها و هواپیماهای ترابری آن پایگاه را فقط برای ۶ یا ۷ روز تأمین کند
یک فروند توپولف-۲۲ دیگر در همان روز نخست جنگ که خلبان آن سروان مکفی بود به ایستگاه رادار پیش اخطار کرندی در ایران حمله نمود. هیچ‌کدام از بمب‌ها در این حمله به هدف برخورد نکرد، ولی چندین نظامی را در نزدیکی آن از بین برد. با وجود این مکفی برای این عملیات نشان ستارهٔ صدام را گرفت که البته چنین به نظر می‌رسد که این نشان و چند نشان دیگر را بعداً به خاطر ارتباطی که با مقامات بالای رژیم عراق داشت دریافت نمود
پس از موفقیت نسبی این حملات توپولف-۲۲ها در عمق خاک ایران و مشکلات و شکست‌هایی که ناوگان میگ-۲۳ عراق داشت، سرهنگ حماوی فرماندهٔ اسکادران چهارم توپولف-۲۲ با موافقت سرفرماندهی نیروی هوایی عراق تصمیم گرفت که توپولف-۲۲ را فقط برای مأموریت‌های مشابه مثلاً حمله به اهداف صنعتی در منطقهٔ تهران به کار برد. ایالات متحده که علاقه‌مند به سرنگونی حکومت انقلابی در ایران بود پرینت آبی شبکهٔ راداری پیش اخطار ایران را به بغداد فرستاد. این موضوع به عراقی‌ها کمک کرد که نقاط کور پوشش راداری ایران را شناسایی کرده و بدون این که رهگیری شوند به آسمان ایران نفوذ کنند.
در مقایسه با میگ-۲۳، توپولف-۲۲ می‌توانست با سرعت بالاتری حمله کند که همین موجب آسیب‌پذیری کمتر آن در مقابل موشک‌های سام ایران می‌شد. توپولف-۲۲های اسکادران هفتم عراق حملهٔ بعدی را در تاریخ سوم مهرماه به کارخانهٔ خودروسازی ایران ناسیونال وارد کردند؛ ولی بمب‌های آن‌ها دو کیلومتر دورتر از هدف به زمین برخورد کرد. مشکل سیستم هدف‌گیری سلاح بود زیرا سیستم چشمی پی اس بی-۱۱ در توپولف-۲۲ اصلاً رضایت بخش نبود و در بسیاری از موارد بد کار کرده و کاربرد آن پیچیده بود، حتی اگر کروی پروازی آن از خود اتحاد شوروی بودند.
توپولف-۲۲ها دوباره در تاریخ ششم مهرماه برای حمله به کارخانجات خودروسازی در نزدیکی تهران بازگشتند و این بار هر دو کارخانهٔ ایران ناسیونال و آمریکن موتورز را مورد اصابت قرار دادند که ۴ کارگر در این حمله کشته شده و ۶۵ نفر زخمی گردیدند.
بر خلاف آنچه که پس از این حملات شایع شد، عراقی‌ها بمب‌افکن‌های خود را به یمن و عربستان سعودی منتقل نکرده بودند. چنین شایعاتی را بغداد منتشر کرده بود تا از بمب‌افکن‌های خود در برابر نیروی هوایی ایران محافظت کند.
بمب‌افکن‌های عراقی دائماً به پروازهای خود به ایران ادامه دادند، به‌طوری‌که آشکار بود که به بیرون از عراق و دور از مراکز پشتیبانی خود منتقل نشده‌اند. حملات جدید توپولف-۲۲ (و توپولف-۱۶) در بعدازظهر روز چهارم اکتبر (دوازدهم مهر) انجام شد. اولین حمله به وسیلهٔ دو فروند توپولف-۲۲ انجام شد که حدود ساعت ۱۵:۳۰ دقیقه بدون این که ردیابی شوند در ارتفاع پایین از میان کوه‌ها پرواز کرده و به تهران نزدیک شدند. یکی از آنان پالایشگاه ری در جنوب پایتخت را بمباران کرد که در این حمله سه کارگر ساختمانی کشته شدند ولی سایت ام‌آی‌ام-۲۳ هاوک نیروی هوایی در نزدیکی پالایشگاه به سوی آن شلیک کرده و بمب‌افکن عراقی فوراً سرعت خود را افزایش داده و خاشه ریزی نموده و موشک در فاصلهٔ دورتری از هواپیما منفجر شد و فقط بال این هواپیما آسیب دید و موفق شد سالم در عراق بنشیند. دو بمب‌افکن دیگر هرگز نتوانستند خود را به مهرآباد برسانند.
پرواز بعدی توپولف-۲۲ در خاک ایران سه روز پس از این تاریخ در بعدازظهر روز هفتم اکتبر (پانزدهم مهرماه) انجام شد. مأموریت آن‌ها بار دیگر حمله به پایگاه یکم شکاری بود، ولی این بار بمب‌افکن‌ها به وسیلهٔ چندین میگ-۲۳ اسکورت می‌شدند. سه فروند توپولف-۲۲ با پرواز در ارتفاع پایین به حلقهٔ بیرونی پدافند ایران نفوذ کرده و بخش شمال غربی مهرآباد را که در آن صنایع هوایی ایران قرار داشت و همچنین گوشهٔ جنوب شرقی آن را که تأسیسات بالگرد بود هدف قرار داد. بیشتر بمب‌ها به هدف برخورد نکردند ولی چندین بمب به انبار تجهیزات دفتری برخورد کرد. با وجود این هواپیماهای عراقی به سوی جنوب شرقی یعنی پالایشگاه ری پرواز کردند. در این زمان پدافند هوایی ایران آماده شده بود. هنگامی که توپولف‌ها در حال ریختن باقی‌ماندهٔ بمب‌های خود بودند با آتش سنگین پدافند مواجه شدند. یک فروند توپولف-۲۲ مورد اصابت قرار گرفت و از بقیه جدا شد و در حالی که در آسمان ردی از دود از خود بر جای می‌گذاشت در کوه‌های بی بی شهربانو در جنوب پایتخت ایران سرنگون گردید. با وجود اجکت کردن کرو در ارتفاع پایین، هر سهٔ آن‌ها زنده ماندند و در نزدیکی یک گورستان محلی فرود آمده و اسیر شدند. این نخستین شکار مورد تأیید بمب‌افکن توپولف-۲۲ بود. دو بلایندر دیگر مستقیماً به سوی مرکز تهران که کاخ نخست‌وزیری در آن قرار داشت پرواز کرده و غرش کنان در ارتفاع بسیار پایین پرواز کردند به گونه‌ای که پدافند هوایی توانایی شلیک به سوی آنان را نداشت زیرا امکان داشت گلوله‌ای به سوی ساختمان‌های بلند پایتخت برخورد کند. هر دو بمب‌افکن عراقی با سلاح ان آر-۲۳ خیابان را به گلوله بستند.
عراق برای افزایش ایمنی حملاتش در تاریخ ۲۲ اکتبر (سی ام مهرماه) دو فروند توپولف-۲۲ از اسکادران هفتم را مأمور حمله به ایستگاه رادار پیش اخطار ایران در کرج که آسمان تهران را پوشش می‌داد نمود. هیچ‌یک از بمب‌های این دو توپولف به هدف برخورد نکردند.
گرچه توپولف-۲۲ توانست برخی از هدف‌ها را گهگاه مورد اصابت قرار دهد ولی مشکل اصلی این‌جا بود که دو سوم حمله‌ها هنگامی که توپولف‌ها نفوذ بیشتری به داخل ایران می‌کردند کنسل می‌شد و به محض این که مورد رهگیری شکاری‌های نیروی هوایی ایران قرار می‌گرفتند به آن‌ها دستور داده می‌شد که مأموریت خود را کنسل کنند.
در بعدازظهر روز ۲۲ اکتبر ۱۹۸۰ (سی ام مهرماه ۱۳۵۹) دو فروند اف-۱۴ تام‌کت از پایگاه هشتم شکاری موفق به رهگیری یک فروند توپولف-۲۲ب که در حال پرواز به سوی قم یا اصفهان بود، شد. این بمب‌افکن به وسیلهٔ یک موشک ایم-۵۴ فونیکس سرنگون گردیده و در نزدیکی نجف آباد به زمین‌خورد و هر سه کرو آن کشته شدند. تقریباً هم‌زمان با آن ادعا شد که یک بلایندر دیگر نیز به وسیلهٔ پدافند قم در حالی که قصد داشت نیروگاه حرارتی شاهین شهر را بمباران کند سرنگون شده است. طبق اظهارات مقامات ایرانی جنازهٔ هر شش تن کرو پروازی یافته شده است.
پس از این نمایش ناامیدکننده و از دست دادن کرو با ارزش پروازی و به دلیل این که فشار حملات ایران بر پایگاه‌های هوایی عراق افزایش پیدا کرده بود، عراق مجبور شد که هفت فروند باقی‌ماندهٔ توپولف-۲۲ خود را به مناطق امنی در آشیانه‌های زیر زمینی در پایگاه اچ-۳ منتقل کند. این پایان نخستین دور مشارکت بلایندر در جنگ ایران و عراق بود.
عراقی‌ها همهٔ کوشش خود را کردند که نیروی هوایی ضعیف شده و از هم گسیختهٔ عراق را به جنگ بازگردانند. شوروی‌ها با وجود داشتن ظاهری بی‌طرف در این جنگ تصمیم گرفتند که پشتیبانی بیشتری از عراق کنند. پس از مذاکره میان مسکو و بغداد، در ماه مه ۱۹۸۱ (اردیبهشت ماه سال ۱۳۶۰) دو فروند توپولف-۲۲کا همراه با دویست فروند موشک خا-۲۲ و ده اپراتور اسلحه‌های هوایی شوروی که متخصص توپولف-۲۲کا و موشک‌های خا-۲۲ بودند و تقریباً صد تکنسین اسلحه برای تعمیر و نگهداری هواپیما و موشک در عراق مستقر شدند. نخست شوروی‌ها به عملیاتی کردن توپولف-۲۲های عراق با تعمیر یک یک آن‌ها و همچنین بازسازی نمونه‌ای که پیش از جنگ موتور آن آتش گرفته بود پرداختند. به علاوه شوروی‌ها به عراقی کمک کردند که توپولف-۲۲ب و توپولف-۲۲کا را به درستی به کار ببرند و بر آزمایش موشک خا-۲۲ در نبرد نظارت کردند. از آن زمان به بعد برای یک دورهٔ زمانی قابل توجهی در هر مأموریتی یک افسر شوروی در هواپیمای توپولف-۲۲ حضور داشت.
عراقی‌ها نخست توپولف-۲۲کای خود را برای حمله به سایت‌های ام‌آی‌ام-۲۳ هاوک به کار بردند. ایرانی‌ها فقط سه یا چهار سایت فعال در طول مرز طولانی خود با عراق داشتند و چند سایت مهم دیگر هم در عمق بیشتری در خاک ایران قرار داشت، ولی همهٔ این سایت‌ها دائماً در حال تغییر موقعیت بودند که همین کار نیروی هوایی عراق را بسیار مشکل می‌ساخت. معمولاً توپولف-۲۲ کا دوتایی به سایت‌های هاوک ایران حمله می‌کردند و هر هواپیما تا جایی که ایمن بود به سایت نزدیک می‌شد و یک موشک به سوی هدف شلیک می‌کرد. چندین مشکل در این راه برای عراقی‌ها وجود داشت. مشکل اصلی این بود که رادار پی ان لنینتس توپولف-۲۲کا بزرگ، سنگین و دست و پاگیر و بسیار غیرقابل اطمینان بودو چنانچه در پرواز مشکل پیدا می‌کرد موشک خا-۲۲ دیگر کارایی چندانی نداشت و تعداد قابل توجهی از حمله‌ها به این دلیل کنسل می‌شد. بعدها در چندین مورد تجهیزات ئی سی ام جایگزین رادار پی ان گردید.
انتقال کروهای بسیار با تجربه بمب افکن‌های توپولف-۲۲ به واحدهای مجهز به جنگنده‌های تاکتیکی آسیب‌های بسیاری را برای نیروهای عراقی به دنبال داشت. نمونهٔ یکی از این آسیب‌ها به نیروی هوایی عراق در تاریخ ۲۷ ژانویه ۱۹۸۳ (هفتم بهمن ۱۳۶۱) رخ داد. در این تاریخ چهار فروند سوخو-۲۲ نیروی هوایی عراق که لیدر آن‌ها سرگرد رجبیان، فرماندهٔ یکان و خلبان پیشین توپولف-۲۲ با سابقه ۴۱ سورتی پرواز جنگی با بلایندر بود برای از میان بردن ایستگاه رادار پیش اخطار کرج در غرب تهران اعزام شدند. سوخوها به وسیلهُ چهار فروند میگ-۲۳ اسکورت می‌شدند. لیدر میگ-۲۳ها نیز یکی دیگر از خلبانان توپولف-۲۲ و معاون فرماندهٔ آن یکان، سروان مکفی بود. آن‌ها در ارتفاع پایین پرواز می‌کردند و از آن جایی که مسیر آن‌ها یک مسیر همیشگی بود، این بار فوراً پس از نفوذ به آسمان ایران در نزدیکی شهر حلبچه عراق به وسیلهٔ دو فروند اف-۴ئی از پایگاه سوم شکاری رهگیری شدند و هر دو لیدر گروه جنگنده‌های عراقی، سرگرد رجبیان و سروان مکفی، در عرض چند ثانیه مورد اصابت قرار گرفتند. یکی دیگر از سوخو-۲۲ها نیز آسیب دید و بقیه جنگنده‌های عراقی مأموریت خود را کنسل نمودند. سرگرد رجبیان باجناغ ژنرال عدنان خیرالله وزیر دفاع وقت عراق بود و سروان مکفی نیز داماد ژنرال هشام فخری یکی از بهترین ژنرال‌های ارتش عراق بود و همان گونه که قبلاً نیز اشاره شد نشان ستارهٔ صدام را برای عملیاتی که در نخستین روز جنگ انجام داده بود دریافت کرده بود. این دو لیدر هر دو پس از مورد اصابت قرار گرفتن اجکت کرده و به وسیلهٔ نیروهای ایرانی اسیر شدند.
نیروی هوایی عراق توپولف-۲۲ خود را در آخرین مراحل جنگ نفت‌کش‌ها نیز به کار برد. در ۱۹ مارس ۱۹۸۸ (۲۹ اسفندماه ۱۳۶۶) چهار فروند توپولف-۲۲ به همراه شش فروند داسو میراژ اف۱ به نفتکش‌های ایرانی در نزدیکی جزیره خارگ حمله کردند. در این حمله توپولف-۲۲ها دو نفتکش را غرق نموده و یکی دیگر را به آتش کشیدند و موشک‌های اگزوسه میراژها نیز یک نفتکش دیگر را از کار انداخت. حملهُ دوم عراقی‌ها به جزیرهُ خارک در همان روز چندان موفقیت‌آمیز نبود و دو فروند توپولف-۲۲ و چند فروند هواپیمای عراقی دیگر سرنگون شدند. این حمله آخرین حملهُ توپولف-۲۲های عراق در جنگ ایران و عراق بود. باقی‌ماندهٔ توپولف-۲۲های عراق در جنگ خلیج فارس در سال ۱۹۸۱(۱۳۷۰) در حملات هوایی نیروهای آمریکایی از میان رفت.

#### تلفات توپولف-۲۲ در جنگ ایران و عراق
تعداد کل توپولف-۲۲های سرنگون شده در جنگ ایران و عراق به ۸ فروند می‌رسد. همهٔ این توپولف-۲۲ها از نوع توپواف-۲۲بی بوده‌اند. نام خلبانانی که این توپولف‌ها را سرنگون کرده‌اند مشخص نیست.
| جنگندهٔ شکارکننده | تاریخ                      | سلاح          | پایگاه جنگندهٔ شکارکننده  |
| ---------------- | -------------------------- | ------------- | ------------------------ |
| اف-۱۴ تام‌کت      | ۲۹ اکتبر ۸۰ (۷ آبان ۵۹)    | ایم-۵۴ فینیکس | پایگاه هشتم شکاری اصفهان |
| ؟                | ۲۹ اکتبر ۸۰ (۷ آبان ۵۹)    | ؟             | ؟                        |
| اف-۱۴ تام‌کت      | ۲۵ مارس ۸۴ (۵ فروردین ۶۳)  | ایم-۵۴ فینیکس | پایگاه هفتم شکاری شیراز  |
| اف-۱۴ تام‌کت      | ۶ آوریل ۸۴ (۱۷ فروردین ۶۳) | ایم-۵۴ فینیکس | پایگاه هشتم شکاری اصفهان |
| اف-۱۴ تام‌کت      | ۶ آوریل ۸۴ (۱۷ فروردین ۶۳) | ایم-۵۴ فینیکس | پایگاه هشتم شکاری اصفهان |
| اف-۱۴ تام‌کت      | ۱۶ فوریه ۸۶ (۲۷ بهمن ۶۴)   | ایم-۵۴ فینیکس | پایگاه هشتم شکاری اصفهان |
| اف-۴ فانتوم ۲    | ۱۹ مارس ۸۸ (۲۹ اسفند ۶۶)   | ایم-۷ اسپارو  | پایگاه ششم شکاری         |
| اف-۱۴ تام‌کت      | ۱۹ مارس ۸۸(۲۹ اسفند ۶۶)    | ایم-۵۴ فینیکس | پایگاه ششم شکاری         |

### اتحاد شوروی
پروازهای جنگی بلایندرهای لیبی در سال ۱۹۸۷ و بلایندرهای عراق در سال ۱۹۸۸ آخرین مأموریت‌های توپولف-۲۲ نبود. آخرین پروازهای جنگی توپولف-۲۲ به وسیلهٔ کاربر اصلی آن اتحاد شوروی در آخرین مرحله از جنگ افغانستان انجام گرفت. در اواخر دههٔ ۱۹۸۰ درگیری شوروی در افغانستان در حال از دست دادن پشتیبانی سیاسی و مردمی بود و هزینهٔ این کشمکش برای اتحاد جماهیر شوروی که دارای اقتصاد ناپایداری بود تحمل ناپذیر بود. دولت گورباچف تصمیم گرفت که به حضور نظامی در افغانستان پایان دهد و تا فوریه ۱۹۸۹ همهٔ نیروهای نظامی خود را از افغانستان بیرون کشید. برای پوشش دادن عقب‌نشینی نیاز به‌کارگیری آتش گسترده بود تا هر موقعیت نظامی که شوروی‌ها ترک می‌کنند به وسیلهٔ مجاهدین فوراً اشغال نشود. گرچه توپولف-۱۶ و توپولف-۲۲ام۲ و توپولف-۲۲ام۳ قبلاً در افغانستان به کار گرفته شده بود، ولی نیاز به بمب افکن‌های دوربرد بود تا عقب‌نشینی نیروهای خودی را پوشش داده و پیشروی مجاهدین را به تأخیر بیندازد. در اکتبر ۱۹۸۸ دو اسکادران بمب افکن توپولف-۲۲ ام۳ (نام ناتو: بکفایر) از پلتاوا به پایگاه هوایی ماری-۲ در جمهوری شوروی ترکمنستان اعزام شد. در خلال مأموریت‌های خود بکفایرها عمدتاً بمب‌های سنگین فاب-۱۵۰۰ و فاب-۳۰۰۰ پرتاب می‌کردند که بر عیله هدف‌های شناخته شده به کار می‌رفت و همچنین به عنوان سلاح‌های بازدارنده پیشروی دشمن به کار می‌رفت که دارای فیوز تأخیری بود و شش روز پس از پرتاب امکان انفجار داشتند.
از آن جایی که هدف‌های بسیار بجرها و بکفایرها در منطقه خوست نزدیک مرز پاکستان واقع شده بود همیشه از سوی شکاری رهگیرهای اف-۱۶ فایتینگ فالکن نیروی هوایی پاکستان امکان تهدید وجود داشت و چندین هواگرد شوروی و افغانستان در آن منطقه سرنگون شده بودند. در نتیجه بکفایرها نیاز به پوشش راداری داشتند تا در رادارهای پیش اخطار نیروی هوایی پاکستان اختلال ایجاد کنند. برای همین توپولف-۲۲پی دی‌ها که معمولاً پایگاه آن‌ها در اُزرنایه بود در پایگاه هوایی ماری-۲ نیز استقرار یافتند. در خلال مأموریت‌های افغانستان توانایی اختلال راداری بلایندر-ئی موفقیت‌آمیز بود. در دسامبر ۱۹۸۹ توپولف-۲۲ام۳های پایگاه هوایی اُرشا-بالباسووا جایگزین هواپیماهای مشابه پولتاوا شدند و چهار فروند توپولف-۲۲پی دی نیز جایگزین بلایندرهای مختل‌کننده رادار گردیدند. این توپولف-۲۲پی دی‌ها معمولاً در پایگاه هوایی بارانوویچی مستقر بودند، ولی پس از چند هفته به محض این که آخرین نیروهای شوروی از افغانستان بیرون کشیده شدند، این بلایندرها نیز پایگاه هوایی ماری-۲ را در فوریه ترک کردند. گفته می‌شود که توپولف-۲۲پی دی (بلایندر-ئی)ها چندین بار وارد آسمان پاکستان شده بودند بدون این که پدافند هوایی پاکستان متوجه آن‌ها شود، ولی چنین شایعاتی هرگز اثبات نشده است. آخرین کاربرد بلایندرها مربوط می‌شود به به‌کارگیری توپولف-۲۲آردی از پایگاه هوایی نیژین که در پایگاه هوایی موزدک مستقر بودند و قرار بود در تاریخ سوم نوامبر ۱۹۸۹ برای مأموریت شناسایی عکسبرداری بر فراز افغانستان پرواز کنند. این مأموریت کنسل شد و بلایندرها به پایگاه هوایی نیژین بازگشتند. فروپاشی اتحاد شوروی سرنوشت بلایندرهای باقی‌مانده را رقم زد. گرچه اسما تا اواخر دههٔ ۱۹۹۰ هنوز در نیروی هوایی اوکراین فعال بود، ولی آخرین مأموریت آن‌ها چندین سال پیشتر انجام شده بود.

## کارایی
به‌طور کلی توپولف-۲۲ها هرگز کارایی قابل قبولی از خود نشان ندادند. با وجود این که شوروی‌ها کروی پروازی عرب‌ها را برای عدم آموزش مناسب سرزنش می‌کردند و عدم موفقیت توپولف-۲۲ها را به خاطر این موضوع می‌دانستند، ولی عدم دقت هر تک حمله‌ای که به وسیلهٔ توپولف-۲۲ها انجام می‌شد فقط به خاطر آموزش بد کابر سلاح یا عدم مهارت و بی‌تجربگی او نبود، بلکه بیشتر به خاطر ضعف تکنیکی این هواپیما بود. سیستم بمباران توپولف-۲۲ب و بیشتر سلاح‌های آن به استثنای بمب‌های فاب-۵۰۰ به آسانی معیوب می‌شدند، چه در سرعت و ارتفاع بالا و چه در سرعت و ارتفاع پایین. در مورد توپولف-۲۲کا نیز وضع به همین گونه بود و موشک خا-۲۲ سلاح بسیار غیرقابل اعتمادی بود و گزارش‌های رسیده دربارهٔ به‌کارگیری آن به وسیلهٔ عراقی در خلال سال‌های ۱۹۸۱ تا ۱۹۸۶ نشان می‌داد که فقط یکی از ۱۲ موشک شلیک شده همانگونه که سازندهٔ آن تبلیغ می‌کرده و کروی پروازی انتظار داشتند عمل نموده است.
بهترین عملیات جنگی بلایندرها حمله توپولف-۲۲ب‌های لیبی به فرودگاه انجامنا در سال ۱۹۸۶ و همچنین حمله توپولف-۲۲های عراق به جزیره خارک در سال ۱۹۸۸ بود و هیچ‌کدام از عملیات‌های دیگر این هواپیما نتوانستند به اندازه این دو حمله موفقیت‌آمیز باشند.
منبع:

## کاربران
لیبی

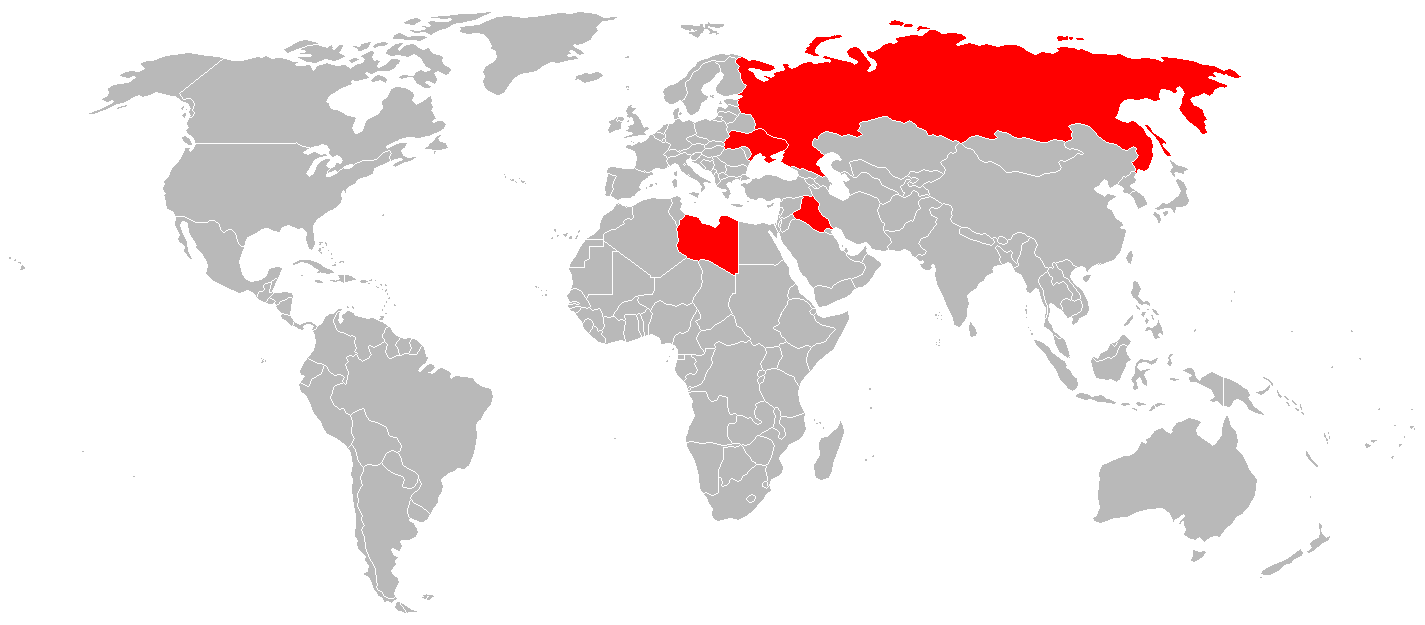
کاربران پیشین توپولوف نوع «بلایندر»

- نیروی هوایی لیبی – با توجه به عدم وجود قطعات یدکی، بازنشسته شدند.

 عراق
- نیروی هوایی عراق – ۱۲ فروند دریافت کرد. همهٔ آن‌ها در خلال جنگ ایران و عراق و جنگ خلیج فارس نابود شدند.

 روسیه
- نیروی هوایی روسیه – بازنشسته شدند. تنها ۱۰ فروند به‌عنوان نیروی ذخیره نگهداری می‌شوند.
- هواپیمایی نیروی دریایی روسیه – در دههٔ ۹۰ میلادی، بازنشسته شدند.

 اوکراین
- یک فروند توپولف-۲۲کی دی در موزه نگهداری می‌شود.[۶۹]
- نیروی هوایی اوکراین – بازنشسته یا نابود شدند.

 شوروی
همهٔ هواپیماهای توپولف-۲۲ شوروی به کشورهای جانشین منتقل شدند: روسیه و اوکراین.
- نیروی هوایی جمهوری سوسیالتی اتحاد جماهیر شوروی
- هواپیمایی نیروی دریایی جمهوری سوسیالتی اتحاد جماهیر شوروی

## مشخصات هواپیما (تو-۲۲آر)

طرح سه نمای بمب افکن توپولوف تو-۲۲

داده‌ها از Combat Aircraft since 1945
ویژگی‌های عمومی
- خدمه: ۳ (خلبان، ناوبر، افسراسلحه)
- طول: ۴۱٫۶ متر (۱۳۶ فوت ۶ اینچ)
- پهنای بال: ۲۳٫۱۷ متر (۷۶ فوت ۰ اینچ)
- ارتفاع: ۱۰٫۱۳ متر (۳۳ فوت ۳ اینچ)
- مساحت بال‌ها: ۱۶۲ متر مربع (۱٬۷۴۰ فوت مربع)
- ایرفویل: TsAGI SR-5S[۷۱]
- وزن ناخالص: ۸۵٬۰۰۰ کیلوگرم (۱۸۷٬۳۹۳ پوند)
- بیشترین وزن برخاست: ۹۲٬۰۰۰ کیلوگرم (۲۰۲٬۸۲۵ پوند)
- پیشرانه: ۲ عدد توربوجت دارای پس سوز دوبرینین آردی-۷ام-۲, ۱۰۷٫۹ کیلونیوتن (۲۴٬۳۰۰ پوند-نیرو) thrust  در هر موتور dry, ۱۶۱٫۹ کیلونیوتن (۳۶٬۴۰۰ پوند-نیرو) با پس‌سوز

عملکرد
- حداکثر سرعت: ۱٬۵۱۰ کیلومتر بر ساعت (۹۴۰ مایل بر ساعت، ۸۲۰ گره)
- حداکثر سرعت: ۱٫۴۲ ماخ
- بُرد: ۴٬۹۰۰ کیلومتر (۳٬۰۰۰ مایل، ۲٬۶۰۰ مایل دریایی)
- حداکثر ارتفاع: ۱۳٬۳۰۰ متر (۴۳٬۶۰۰ فوت)
- نرخ صعود: ۱۲٫۷ متر بر ثانیه (۲٬۵۰۰ فوت بر دقیقه)
- بارگیری بال: ۵۲۵ کیلوگرم بر متر مربع (۱۰۸ پوند بر فوت مربع)
- نیرو/وزن: ۰٫۳۹

تسلیحات

- اسلحه‌ها: ۱ × R-23 23 mm cannon in tail turret
- موشک‌ها: ۱ × Kh-22 (AS-4 Kitchen) cruise missile
- بمب‌ها: ظرفیت: ۱۲٬۰۰۰ کیلوگرم (۲۶٬۵۰۰ پوند)

- ۲۴ × بمب FAB-500 یا
- ۱ × بمبFAB-9000